# Гимназија Крушевац
Гимназија Крушевац је четворогодишња средња школа која се налази у Крушевцу и функционише у оквиру образовног система Републике Србије.
Темељи зграде гимназије су освећени 20. септембра 1936.